# Ну, погоди! (выпуск 10)
Ну, погоди! (выпуск 10) — десятый мультипликационный фильм из серии «Ну, погоди!».

## Сюжет
В старом доме Волк танцует с Зайцем под песню с граммофона, одновременно с этим начинается снос здания.
На стройке Волк оказывается: под стопкой ванн, в ковше многоковшового экскаватора, в водопроводе, на копре, на поднимающейся краном плите. Также он убегает от скатывающейся по доске тачки, упускает уехавшего на строительном подъёмнике Зайца, сталкивается с Псом-маляром и пачкается в краске, замуровывает себя в комнате строящегося дома.
В итоге с Волком происходит несчастный случай: он падает с высоты. В больнице его навещает Заяц с цветами и авоськой апельсинов. Однако Волк бросает в него костыль.
Также Волку снится воспоминание, но со сменой ролей: теперь он поливает цветы на балконе, а Заяц — хулиганит на улице и хочет съесть волка.
Стройка не оставляет Волка и во сне: сорванная подвесная люлька с Бегемотом-прорабом обрушивается на него.

## Создатели
| Авторы сценария           | Александр Курляндский, Аркадий Хайт                                               |
| Режиссёр                  | Вячеслав Котёночкин                                                               |
| Художник-постановщик      | Светозар Русаков                                                                  |
| Оператор                  | Светлана Кощеева (в титрах — С. Кащеева)                                          |
| Звукооператор             | Георгий Мартынюк                                                                  |
| Монтажёр                  | Маргарита Михеева                                                                 |
| Ассистенты                | Елена Туранова, Алла Горева, Майя Попова                                          |
| Художники-мультипликаторы | Олег Комаров, Владимир Крумин, Виктор Арсентьев, Александр Давыдов, Олег Сафронов |
| Художники                 | Вера Харитонова, Сергей Маракасов                                                 |
| Роли озвучивали           | Геннадий Дудник — Волк, Клара Румянова — Заяц                                     |
| Редактор                  | Аркадий Снесарев                                                                  |
| Директор картины          | Фёдор Иванов                                                                      |

## Музыка
- Terry Snyder and The All Stars — «Blue Is The Night» (Fred Fisher);
- Клавдия Шульженко. Оркестр — «Встречи» (обр. И. Жака, сл. А. Волкова);
- Electric Coconut — «Popcorn» (Kingsley);
- Ladi Geisler — «Casatschok» (Rubaschkin);
- Zacharias And His Twist-Fiddle — «Strip Tease In Rhythm» (Volksweise / Arr.: Zacharias);
- Н. Рыбников. Е. Нейд (художественный свист). Инструментальный ансамбль под управлением Ю. Силантьева — «Весёлый марш монтажников из кинофильма „Высота“» (муз. Р. Щедрина, сл. В. Котова);
- Dick Hyman And His Orchestra — «Autumn Nocturne» (J. Myrow — K. Gannon);
- Владимир Высоцкий — «Песня о друге» из кинофильма «Вертикаль» (музыка и слова Владимира Высоцкого).

В эпизоде с титрами звучит неизменная музыкальная композиция «Водные лыжи» Тамаша Деака в исполнении вокального ансамбля «Гармония» и инструментального ансамбля «Деак».

## Интересный факт
Будучи на гастролях, Анатолий Папанов не смог озвучить Волка в данном выпуске. Его заменил актёр Геннадий Дудник. Сам Вячеслав Котёночкин считал, что настоящего папановского Волка в этой серии не получилось.